# Mateo (película)
Mateo  es una película argentina en blanco y negro dirigida por Daniel Tinayre sobre su propio guion escrito sobre la obra homónima de Armando Discépolo que se estrenó el 22 de julio de 1937 y que tuvo como protagonistas a Luis Arata, Ada Cornaro, Enrique Santos Discépolo y José Gola.

## Producción
Cuenta Domingo Di Núbila que la obra teatral de Armando Discépolo era su caballito de batalla, a la que el público no se cansaba de ver. Una inusual combinación de circunstancias favoreció su filmación. Natalio Félix Botana fundó los Estudios Baires y respaldó el proyecto de Tinayre y si bien se confió la adaptación al mismo Armando Discépolo, también metieron mano allí su hermano Enrique, Homero Manzi y el director Tinayre. Para la filmación se alquilaron parte de los estudios de Lumiton mientras Botana construía sus propias galerías.
La capacidad financiera de Botana permitió contratar un gran elenco, entre los actores estaban Oscar Casanovas, un campeón olímpico de boxeo que hacía de hijo menor y al galán español Tony D'Algy como el novio de la hija. 

## Reparto
- Luis Arata
- Enrique Santos Discépolo
- José Gola
- Alita Román
- Oscar Casanovas
- Tony D'Algy
- Paquita Vehil
- Arturo Arcari
- Antonio Capuano
- Ada Cornaro
- René Cossa
- Francisco Fraiz
- Antonio Medoya
- Arturo Palito

## Comentarios
Dice Di Núbila sobre la película:

"Mateo no era una píldora fácil de tragar en cine por su acumulación de hechos deprimentes, diálogos fatalistas y atmósfera terminal, escasamente compensados por momentos felices de los jóvenes. Pero la sacaron adelante la compenetración de Arata con su personaje, la fuerza de Gola y las imágenes de Gerardo Húttula, a quien habían enviado desde Berlín para filmar actividades de empresas alemanas en Argentina. Familiarizado con el expresionismo, sus conceptos y sus técnicas, dio a Mateo un estilo y unos efectos inéditos en el cine argentino, que fueron acentuados por las inquietudes de Tinayre en el manejo de las cámaras. Por otra parte fue el primer éxito de público de este director".